# تیم ملی بسکتبال مراکش
تیم ملی بسکتبال مراکش، نماینده مراکش در مسابقات بین المللی بسکتبال است.
این تیم توسط فدراسیون بسکتبال این کشور اداره می شود.

## تاریخچه
بهترین حضور آنها در مسابقات قهرمانی آفریقا  ۱۹۶۵ بود که در دیدار نهایی مقابل تونس به پیروزی رسیدند.